# Olga Jiráková
Olga Jiráková (* 30. června 1934 Praha – 13. listopadu 2021 Praha) je česká sopranistka, koncertní pěvkyně a hudební pedagožka.

## Kariéra
První hudební vzdělání získala u Františka Friedricha a ve studiu dále pokračovala na Pražské konzervatoři u Jarmily Vavrdové-Tomašovové a na Hudební fakultě AMU u Zdeňka Otavy. Je laureátkou soutěže hudebních fakult AMU, JAMU a VŠMU, na níž roku 1957 získala první místo, a Mezinárodní hudební soutěže Pražské jaro 1960 se ziskem čestného uznání. Ztvárnila sólové role v operách Bohuslava Martinů či Jiřího Pauera, jinak působila především jako koncertní pěvkyně u nás i v zahraničí (Moskva, Leningrad, Záhřeb, Split, Vídeň). Zpívala s Českou filharmonií. Pedagogicky působila na Pražské konzervatoři – k jejím žákům patří Karolína Dvořáková či sólistka opery v Meiningenu Radka Loudová. Vyučovala též na hudebních školách v Mělníku a Lysé nad Labem. Současně s koncertní činností se věnovala také činnosti divadelní. Hostovala například v Národním divadle v Praze i v Bratislavě.

### Role
- Opice (Jiří Pauer: Žvanivý slimejš)
- Popelka (Bohuslav Martinů: Veselohra na mostě)
- Zuzanka (Wolfgang Amadeus Mozart: Figarova svatba)
- Gilda (Giuseppe Verdi: Rigoletto)

## Ocenění
- Cena starosty Městské části Praha 9 – 2014